# Jonathan Safran Foer
Œuvres principales
Tout est illuminé (2002)
Extrêmement fort et incroyablement près (2005)
Faut-il manger les animaux ? (2009) 
« Me voici (roman)  »  (2016)
Jonathan Safran Foer, né le 21 février 1977 à Washington, D.C., est un écrivain américain.

## Biographie
Ses grands-parents sont des survivants de la Shoah d’origine polonaise. Sa mère est la directrice de la Synagogue Historique Sixth & I.
Il est célèbre pour son roman Tout est illuminé (2002), l'histoire d'un jeune juif américain qui voyage en Ukraine pour retrouver la femme qui a sauvé son grand-père du génocide. Avec Extrêmement fort et incroyablement près, il livre un témoignage sur les attentats du 11 septembre 2001, à travers les yeux d'un jeune garçon hypersensible dont le deuil se transforme en quête initiatique dans les rues de New York. Dans son ouvrage suivant, Faut-il manger les animaux ? (2009), il utilise son talent littéraire pour plaider contre l'élevage industriel et l'abattage des animaux.
Jonathan Safran Foer habite Brooklyn. Il est séparé de sa femme, la romancière Nicole Krauss, avec laquelle il a eu deux enfants. Il a deux frères : Franklin Foer (en) et Joshua Foer.

## Œuvre

### Romans
- 2002 : Tout est illuminé (Everything Is Illuminated)
- 2005 : Extrêmement fort et incroyablement près (Extremely Loud and Incredibly Close)  (ISBN 978-2-7578-0522-0) Prix des libraires du Québec
- 2011 : Tree of Codes
- 2016 : Me voici (Here I am)

### Essais
- Faut-il manger les animaux ? [« Eating Animals »]  (trad. de l'anglais), Paris, L'Olivier, 2009, 304 p. (ISBN 978-2-8236-1570-8)
- L'Avenir de la planète commence dans notre assiette [« We Are the Weather: Saving the Planet Begins at Breakfast »]  (trad. de l'anglais), Paris, L'Olivier, 2019, 368 p. (ISBN 978-2-87929-709-5)

### Autres
- 2001 : A Convergence of Birds
- 2004 : The Future Dictionary of America
- 2005 : The Unabridged Pocketbook of Lightning
- 2005 : A Beginner's Guide to Hanukkah
- 2006 : Joe, photographies par Hiroshi Sugimoto ; texte par Jonathan Safran Foer
- 2019 : Haggadah